# Stackpole Rocks
Die Stackpole Rocks sind eine Gruppe aus Klippenfelsen im Archipel der Südlichen Shetlandinseln. Sie liegen vor dem südöstlichen Teil der Byers-Halbinsel, des westlichen Ausläufers der Livingston-Insel.
Das UK Antarctic Place-Names Committee benannte sie 1958 nach dem US-amerikanischen Historiker Edouard A. Stackpole (1903–1993), der sich mit der Geschichte des Walfangs in den Gewässern um die Südlichen Shetlandinseln befasst hatte.